# Piazza Carignano
Piazza Carignano è una delle piazze storiche di Torino. Prossima a via Roma e via Pietro Micca, è delimitata dalle vie: Accademia delle Scienze, Cesare Battisti e Principe Amedeo. È pedonalizzata e circondata da edifici con architettura barocca tra i quali spicca l'imponente Palazzo Carignano, uno dei maggiori simboli del Risorgimento italiano. Di fronte a quest'ultimo si trovano poi il Teatro Carignano e alcuni importanti e storici negozi torinesi, quali il celebre "Ristorante Del Cambio" e la storica "Gelateria Pepino". 
Le dimensioni contenute (circa 88x33 metri), la monumentalità della facciata curvilinea di Palazzo Carignano, sul cui retro si trova l'altra storica piazza Carlo Alberto, e la vicina presenza di prestigiose istituzioni, quali il Museo delle antichità Egizie, rendono la piazza uno degli angoli più ricchi di suggestioni artistiche, storiche e monumentali del centro storico del capoluogo piemontese.

## Storia e monumenti
La piazza venne aperta durante l'espansione della città prevista dal duca Vittorio Amedeo I di Savoia: l'elegante palazzo, destinato al principe Emanuele Filiberto di Savoia-Carignano, venne eretto a partire dal 1679 su quelle che erano state le scuderie del principe Tommaso Francesco di Savoia. Il progetto, affidato a Guarino Guarini prevedeva, sul lato volto verso il Po, un elegante giardino e, sulla piazza, la famosa facciata sinuosa, perla dell'architettura barocca. I lavori proseguirono fino al 1685, facendo di questo palazzo uno dei più importanti edifici torinesi. Al centro della piazza campeggia una statua dedicata a Vincenzo Gioberti.
Successivamente, quando i Savoia del ramo Carignano ereditarono il trono subalpino, il palazzo e la piazza omonimi divennero scenari di quegli eventi che avrebbero fatto la storia dell'Italia unita. Come ricorda la monumentale iscrizione sulla sommità del palazzo, QVI NACQVE VITTORIO EMANVELE II e dalla sontuosa balconata venne annunciata la firma dello Statuto Albertino nel 1848. All'interno del palazzo, venne allestito il primo Parlamento dell'Italia unita.
Di fronte vi è il teatro che dalla piazza prende il nome dal palazzo Carignano.
Il Teatro Carignano sorge in vece di quella che fu la sala della pallacorda della città di Torino (detta il "Trincotto Rosso"). Fu Vittorio Amedeo I di Savoia-Carignano che, nel 1709, fece sistemare dei palchi per trasformare la sala in un teatro, aperto poi al pubblico nel carnevale 1711. Qui si esibirono nel corso della storia numerosi autori, da Carlo Goldoni a Vittorio Alfieri.
Adiacente al teatro, è poi il famoso ristorante "Il Cambio". Esistente già nel '700, "il Cambio" deve la sua fama agli illustri personaggi che vi erano soliti pranzare: tra essi, Camillo Benso, conte di Cavour e Vittorio Emanuele II d'Italia. 
Nel 1859 venne infine inaugurato il monumento dedicato a Vincenzo Gioberti, opera del valsesiano Giovanni Albertoni.

## Galleria d'immagini

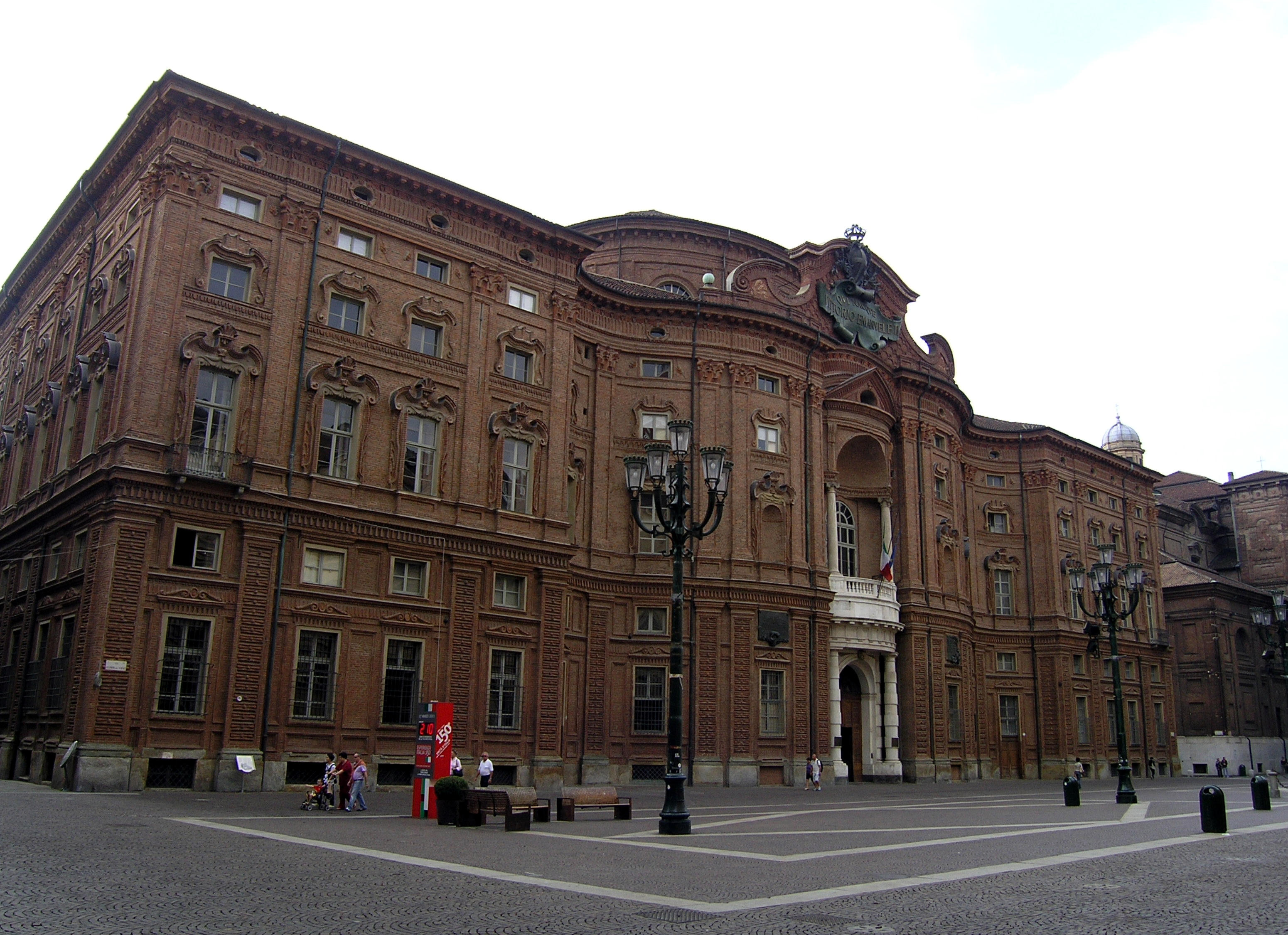
Palazzo Carignano, visto da Piazza Carignano
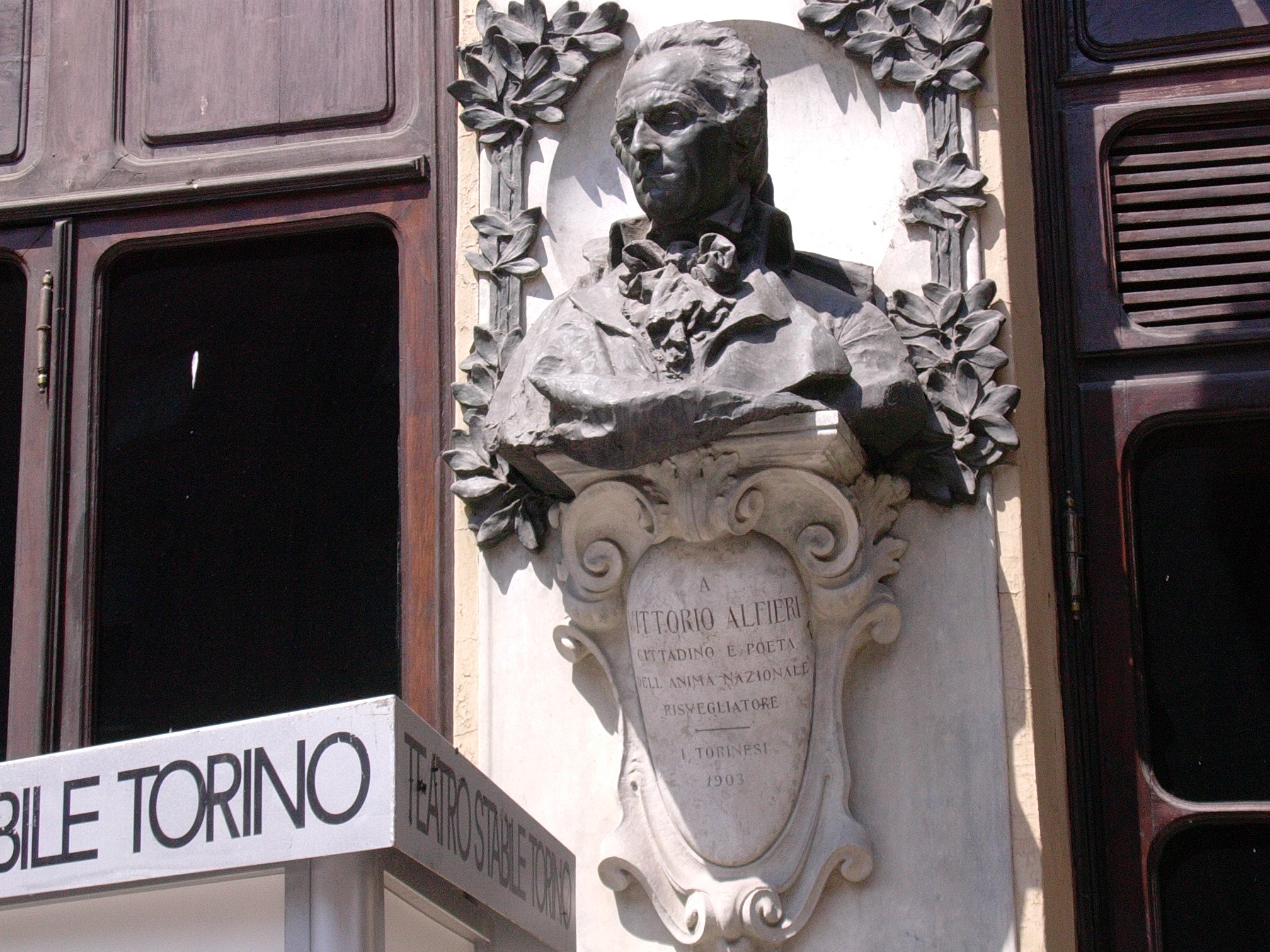
Busto dedicato a Vittorio Alfieri, in Piazza Carignano
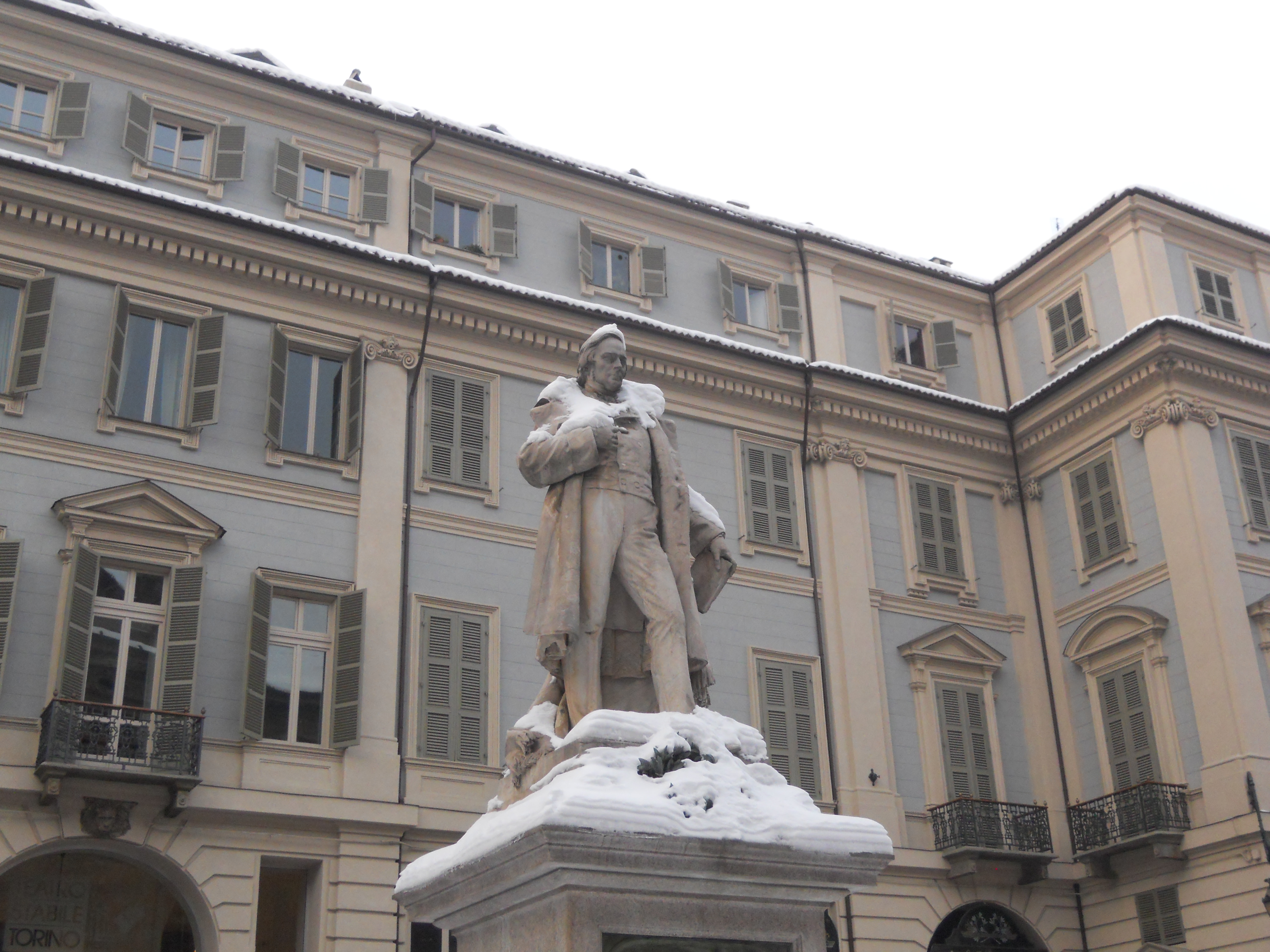
Monumento a Vincenzo Gioberti
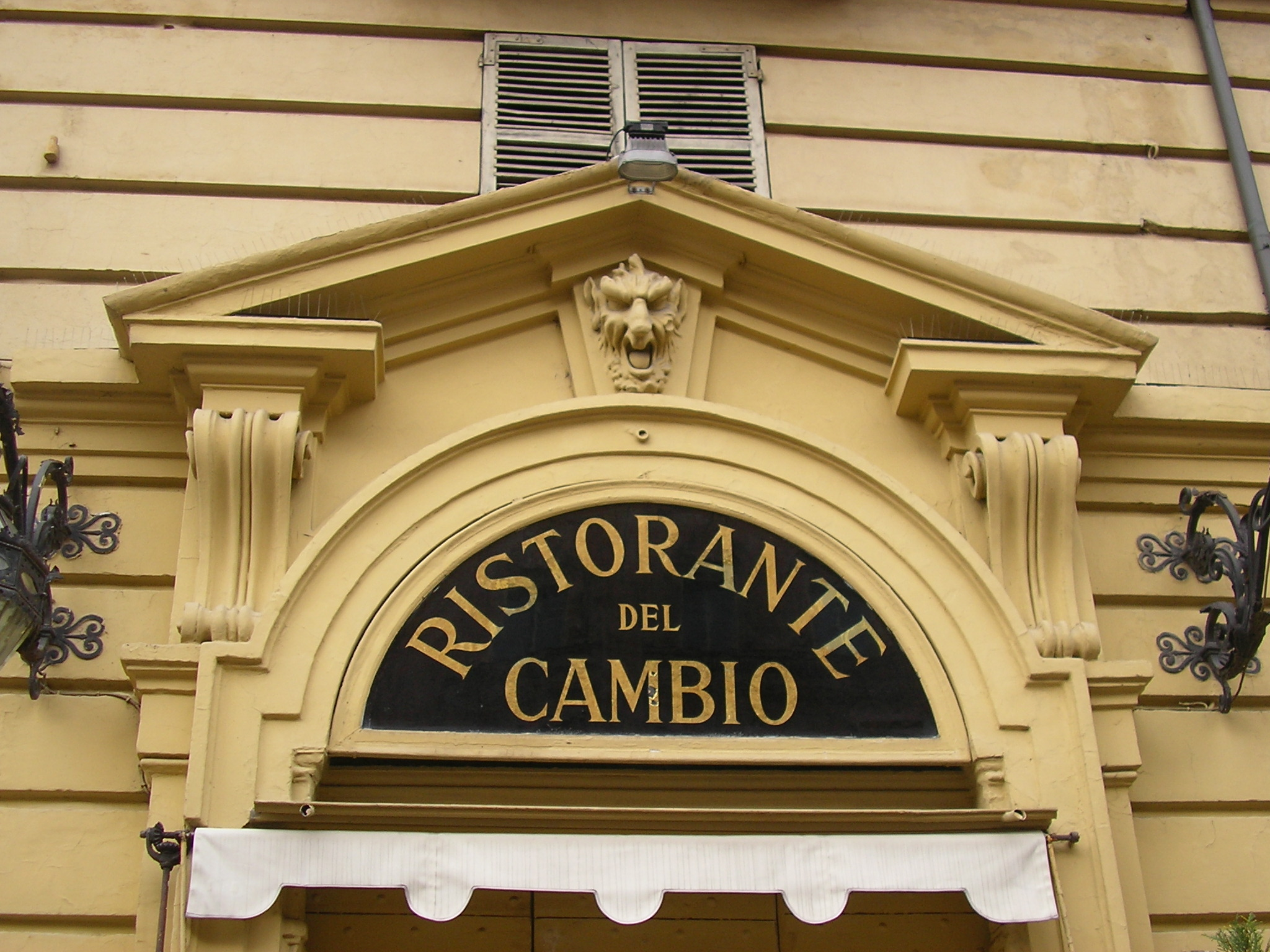
Insegna del Ristorante Il Cambio